# Oreopsyche vitrella
Oreopsyche vitrella är en fjärilsart som beskrevs av Jacob Hübner 1793/803. Oreopsyche vitrella ingår i släktet Oreopsyche och familjen säckspinnare. Inga underarter finns listade i Catalogue of Life.